# Kazimierz Brodziński

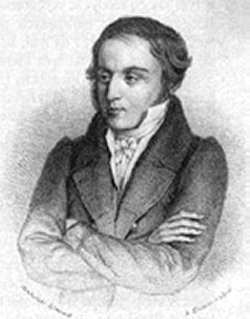
Kazimierz Brodziński.

Kazimierz Brodziński, född 8 mars 1791 i Królówka, död 10 oktober 1835 i Dresden, var en polsk skald.
Brodzinski deltog 1812 i Napoleon I:s tåg till Ryssland, blev 1813 fången i slaget vid Leipzig, men frigavs på sitt hedersord och var professor i estetik vid universitetet i Warszawa 1822–31. 
Brodzinski bidrog genom sina i en folklig, idyllisk ton hållna dikter samt genom sina kritiska avhandlingar i hög grad till den romantiska riktningens seger. Hans akademiska avhandling O klasycznosci i romantycznosci gjorde den första bräschen i den polska pseudoklassicitetens mur, som kort därpå bröts genom Adam Mickiewicz på folkliga motiv byggda romanser och ballader. 
Efter sitt avsked från professuren flyttade Brodzinski till Dresden, där han blev en medelpunkt för de polska emigranterna, i vilka han såg apostlar och martyrer för det lidande Polen. Han försjönk alltmer i "messianismens" sjukliga grubblerier och gav ett kraftigt uttryck för dessa underliga idéer i sitt sista verk, Poselstwo do braci wygnanców (1838–50). Hans samlade arbeten, bland vilka särskilt kan nämnas idyllen Wieslaw (1820), utkom i ny upplaga 1872–74.